# Grzegorz Derus
Grzegorz Derus (ur. 12 stycznia?/25 stycznia 1904 w Odessie) – podpułkownik ludowego Wojska Polskiego.

## Życiorys
Pochodził z rodziny ukraińskiej. W Moskwie ukończył technikum skarbowe, a następnie pracował w Kamieńcu Pomorskim i Akermanie jako kierownik oddziału ubezpieczeń. W latach 1925–1930 i 1941–1944 odbywał służbę w Armii Radzieckiej. Walczył na Froncie Krymskim i Ukraińskim w czasie II wojny światowej. Ukończył w grudniu 1943 Ukraińską Szkołę Piechoty w Mołotowie. 
Został skierowany na początku 1944 do dyspozycji odczuwającego braki kadry oficerskiej ludowego Wojska Polskiego. Służył w 7 pułku piechoty na stanowisku dowódcy kompanii i zastępcy dowódcy batalionu ds. liniowych oraz w 8 pułku piechoty na stanowisku dowódcy batalionu. Uczestnik walk o Warszawę, Bydgoszcz, Magdalenkę, Wał Pomorski oraz Operacji berlińskiej. Szef Wydziału II w 3 Dywizji Piechoty w latach 1947–1948. Dowódca 8 pułku piechoty 3 Dywizji Piechoty. W okresie od 2 lutego 1950 do 26 września 1951 był dowódcą 5 Saskiej Dywizji Piechoty. 
W 1952 po ukończeniu Akademii Sztabu Generalnego wyjechał do Związku Radzieckiego. Według noty biograficznej z opracowania dotyczącego dowódców 5 Saskiej Dywizji piechoty „wyróżniał się sumiennością na stanowisku szefa zwiadu dywizji” oraz zdobywał cenne informacje w walkach przeciwko „bandom”, czyli oddziałom polskiego podziemia niepodległościowego.

## Ordery i odznaczenia
- Krzyż Grunwaldu II klasy[3]
- Krzyż Walecznych – dwukrotnie
- Srebrny Krzyż Zasługi – dwukrotnie